# Włośnianka topolowa
Włośnianka topolowa (Hebeloma populinum Romagn.) – gatunek grzybów należący do rodziny pierścieniakowatych (Strophariaceae).

## Systematyka i nazewnictwo
Pozycja w klasyfikacji według Index Fungorum: Hebeloma, Strophariaceae, Agaricales, Agaricomycetidae, Agaricomycetes, Agaricomycotina, Basidiomycota, Fungi.
Po raz pierwszy opisał go w 1965 r. Henri Charles Louis Romagnesi pod topolami we Francji. Wskazał holotyp. Synonim: Hebeloma populinum var. tenuisporum Lacercat-Didier, Berthelot, Foulon, Errard, Martino, Chalot & Blaudez 2016. Polską nazwę nadał Władysław Wojewoda w 2003 r.

## Morfologia
Kapelusz
O średnicy 15–60 mm, kształtem i barwą podobny do kapelusza włośnianki rosistej (Hebeloma crustuliniforme), lekko lepki.
Blaszki
Gęste, wąsko zatokowate do wolnych, segmentowate, w kolorze gliny, z białym brzegiem sączącym kropelki.
Trzon
Wysokość 20–60 mm, grubość 3–8 mm, cylindryczny lub prawie cylindryczny, zwężający się ku podstawie. Powierzchnia górą biała, niżej słabo brązowiejąca, szczególnie w dolnej części, na szczycie wyraźnie oprószona.
Miąższ
W trzonie słabo brązowiejący. Zapach silny, raczej kakaowy niż rzodkwiowy; smak gorzki.
Cechy mikroskopowe
Zarodniki w masie umbrowobrązowe, migdałowate, (11)–12–13,7 × 6,7–8–(8,5) μm, brodawkowane, pod mikroskopem intensywnie zabarwione. Włoski brzeżne maczugowate, 54–90 × 7,5–13,5 μm. Epikutis zbudowany z nitkowatych strzępek, ale z maczugowatym wierzchołkiem, subkutis z cylindrycznych strzępek z jasno zabarwionymi błonkami.

## Występowanie i siedlisko
Podano stanowiska w Europie i Ameryce Północnej. W Polsce W. Wojewoda w 2003 r. przytoczył 2 stanowiska, w późniejszych latach podano kilka następnych.
Naziemny grzyb mykoryzowy występujący w trawach i na piasku pod topolami.